# Лабудово окно

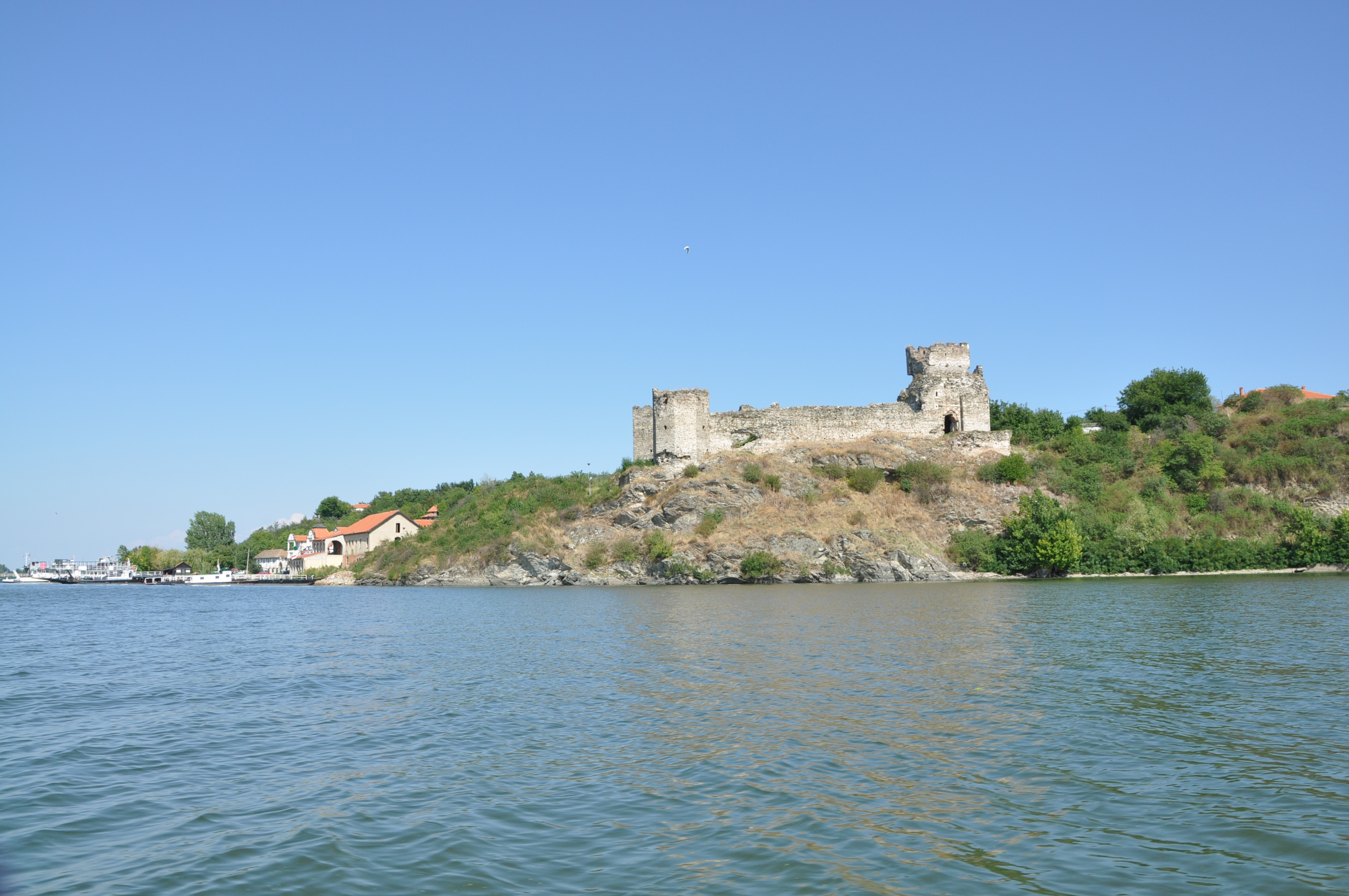
Рамська фортеця XV століття, вигляд з південної частини Лабудового окна

Лабудово окно (серб. Labudovo okno / Лабудово окно) — особливий природний заповідник у Сербії, що належить до водно-болотних угідь за Рамсарською конвенцією.

## Розташування
Знаходиться за 75 км на схід від Белграда, уздовж Дунаю від острова (ади) на Жилаві до сербсько-румунського кордону. За винятком невеликої ділянки на правому березі Дунаю в Центральній Сербії, весь заповідник знаходиться у Воєводині, в общинах Ковин і Біла Црква. Також заповідник служить межею між Банатом на півночі і Браничево на півдні. У вільному перекладі з сербської означає «місце, де збираються лебеді».

## Географія
Знаходиться на південному хребті Паннонської рівнини, між Деліблатськими пісками на півночі і частиною Дунаю — озером Рам — на півдні. Після будівництва ГЕС Джердап I і появи водосховища, води Дунаю затопили прилеглі рівнини. Зона Деліблатських пісків — посушлива, водних джерел там немає, хоча підземні води Дунаю на алювіальних рівнинах утворюють постійні ставки в западинах, створених вітром. Під час паводків ці ставки зливаються у великі озера і з'єднуються з Дунаєм.
До заповідника належать стік Дунаю і заплави річок уздовж берегів Дунаю — затоплені гирла річок Караш (з меандрами вгору за течією) і Нери, притоки Дунаю Дунавче, Дубровацьке і Затонське болота, Стеванові рівнини і острови (ади) Жилава, Чибуклія і Завойська. Також виділяються Джуриця, Стеванова рівнина, Мала рівнина, Віч і острів Дубовац. Північне, банатське узбережжя, частково утворене з лесу і в деяких місцях є вертикальним. На розширюваній ділянці, де впадають річки Караш і Нера, ширина Дунаю досягає 5 км площа водно-болотних угідь — 50 км2.

## Природа

### Рослинний світ
До водного середовища існування належать постійні річкові потоки, мілини, затоплені ліси та солоні болота. Існують різні рослинні спільноти, зокрема водно-болотні спільноти рослин, вологі рівнини і степові пасовища. Так, на вологих рівнинах виростають адоніс весняний (фазанове око), головатень круглоголовий, часник жовтий і гриби. Заповідник — одне з останніх місць, де збереглися рідкісні водно-болотні рослини Сербії, такі як латаття біле і глечики жовті. У водолюбних лісах ростуть верба, тополя, дуб звичайний і глід чорний, що перебуває під загрозою зникнення, а також ломиніс виткий і гриби. На берегах росте особливий вид тополі — мазер[прояснити], який може жити до 300 років і високо цінується як меблевий матеріал (його гілки нагадують темні троянди на білому дереві). На мілини росте очерет.

### Тваринний світ
У Лабудовому окні живуть різні види прісноводних молюсків, піщана меланія і п'явки, що складають основу ланцюга живлення. Налічується до 1200 видів членистоногих: на піщаних берегах живуть бембекс носатий, клопи та ендемічні жуки; у степах живуть павуки-хрестовики, а власне до водних мешканців належать комарі, бабки, облямовані плавунці, павуки-сріблянки і раки. Також є 22 види земноводних і плазунів, які мешкають у Східному Середземномор'ї, на чорноморському і каспійському узбережжі: сирійська часничниця, червоночерева кумка (жаби), кримська ящірка, зелена ящірка і каспійський полоз. Налічується 50 видів риб: короп, щука, сом звичайний і стерлядь.
Лабудово окно — важливе місце для гніздування, зимівлі та міграції гусеподібних у Сербії. Їх налічується порядку 55 видів, багато з яких є рідкісними. Тут зимують білолоба гуска, гуска сіра, гоголь звичайний, орлан-білохвіст і великий підорлик, тут будують гнізда малий баклан і коровайка (причому коровайка тільки тут). Тут мешкають понад 20 тисяч водоплавних птахів, серед яких і лебеді — під час міграції, зимівлі та висиджування пташенят тут налічується більше 40 тисяч особин таких птахів, як мала біла чапля, чернь червоноголова і крех малий. На піщаному узбережжі живуть до 15 тисяч ластівок берегових — найбільша колонія в Європі. У січні на ділянці завдовжки 10 км селяться 80 тисяч птахів, що складає 20 % від всієї популяції птахів, що зимують у Сербії. Всього в заповіднику налічується 250 видів птахів — лиска, пірникозові, чайки, водяний пастушок, крех, скопа, бакланові, бугайчик, звичайний квак, сіра чапля, галагаз, крижень, чирянка мала, свищ, сіра качка, чернь чубата, шилохвіст та широконіска. Також тут налічується найбільша колонія бджолоїдок звичайних. Гуси літають вдень на поля годуватися, повертаючись увечері на водні угіддя, а качки літають годуватися вночі.
Налічується 39 видів ссавців: кілька сотень шакалів, які збираються в зграї по 10-15 особин, а також занесений в Червону книгу МСОП сліпак, що перебуває під загрозою зникнення. Заповідник у Паннонському басейні — головний репродуктивний центр сліпаків. Є також кілька видів кажанів, що перебувають під загрозою зникнення, і невелика популяція видр.

## В історії людини
Найдавніші знахідки в охоронюваній зоні датуються бронзовою добою. В давньогрецьких міфах стверджується, що тут пропливали Ясон і аргонавти в пошуках Золотого руна і назвали цю землю Лауріон; сербські перекази розповідають, що ще до прийняття Сербією християнства на острові Дубовац стояло язичницьке капище, де поклонялися Перуну, Велесу та Вотану. У часи Римської імперії тут розташовувався один з таборів військ під командуванням імператора Траяна, який звідси повів свої сили на завоювання Дакії і звів міст Траяна через Дунай.
Через розрив радянсько-югославських відносин від 1948 року на території Лабудового окна будувались оборонні споруди на випадок нападу радянських військ чи іншого супротивника: збереглися бункери і протитанкові рови тих часів. В наші дні територія слабо населена, основні заняття місцевих жителів — землеробство, скотарство, ловля риби і розведення бджіл. Вирощується кукурудза, пшениця, соняшник, яблука і виноград. 2008 року на території національного парку знято фільм Душана Ковачевича «Святий Георгій вбиває змія».

## Охорона
Лабудово окно віднесено МСОП до категорії IV, з 1 травня 2006 року визнано водно-болотними угіддями за Рамсарською конвенцією. Охоронювана зона — 37,33 км2. 2017 року Товариство захисту і вивчення птахів Сербії забило тривогу з приводу загрози існуванню Лабудового окна і закликало підвищити рівень захисту. Ряд організацій з захисту навколишнього середовища регіонального і державного рівня почали розробляти план з перетворення Лабудового окна на природний парк і розвитку екотуризму. Основні проблеми — забруднення, браконьєрство, вивезення піску і урбанізація.